# Winterbourne Abbas
Winterbourne Abbas är en civil parish i Storbritannien.   Den ligger i kommunen Dorset och riksdelen England, i den södra delen av landet, 190 km sydväst om huvudstaden London. Antalet invånare är 355.